# Ray Kennedy
Ray Kennedy (27. července 1951, Seaton Delaval, Northumberland – 30. listopadu 2021) byl anglický fotbalista, záložník a útočník.

## Fotbalová kariéra
Začínal v týmu Arsenal FC, se kterým v roce 1971 vyhrál jak ligu, tak pohár. Po 5 sezónách přestoupil do Liverpool FC, za který hrál v anglické nejvyšší soutěži až do roku 1981. Kariéru končil v Swansea City AFC, Hartlepool United FC a na Kypru jako hrající trenér týmu Pezoporikos Larnaca FC. Nastoupil ve 472 ligových utkáních a dal 106 gólů. S Liverpoolem vyhrál v sezónách 1976/77, 1977/78 a 1980/81 Pohár mistrů evropských zemí a sezóně 1975/76 Pohár UEFA. V letech 1976, 1977, 1979, 1980 a 1982 získal s Liverpoolem anglický titul, v roce 1981 ligový pohár a v letech 1974, 1976, 1977, 1979 a 1980 FA Charity Shield. V Poháru mistrů evropských zemí nastoupil ve 38 utkáních a dal 10 gólů, v Poháru vítězů pohárů nastoupil v 10 utkáních a dal 2 góly a v Poháru UEFA nastoupil ve 20 utkáních a dal 7 gólů. V Superpoháru UEFA nastoupil ve 4 utkáních a v Interkontinentálním poháru nastoupil v 1 utkání. Za anglickou fotbalovou reprezentaci nastoupil v letech 1976–1980 v 17 utkáních a dal 3 góly. Byl členem anglické reprezentace na Mistrovství Evropy ve fotbale 1980, nastoupil ve 2 utkáních.

## Ligová bilance
| Ročník                                  | Zápasy | Góly | Klub                 |
| --------------------------------------- | ------ | ---- | -------------------- |
| Football League First Division 1969/70  | 4      | 4    | Arsenal FC           |
| Football League First Division 1970/71  | 41     | 19   | Arsenal FC           |
| Football League First Division 1971/72  | 37     | 12   | Arsenal FC           |
| Football League First Division 1972/73  | 34     | 9    | Arsenal FC           |
| Football League First Division 1973/74  | 42     | 12   | Arsenal FC           |
| Football League First Division 1974/75  | 25     | 5    | Liverpool FC         |
| Football League First Division 1975/76  | 30     | 6    | Liverpool FC         |
| Football League First Division 1976/77  | 41     | 7    | Liverpool FC         |
| Football League First Division 1977/78  | 41     | 4    | Liverpool FC         |
| Football League First Division 1978/79  | 42     | 10   | Liverpool FC         |
| Football League First Division 1979/80  | 40     | 9    | Liverpool FC         |
| Football League First Division 1980/81  | 41     | 8    | Liverpool FC         |
| Football League First Division 1981/82  | 15     | 2    | Liverpool FC         |
| Football League First Division 1981/82  | 18     | 2    | Swansea City AFC     |
| Football League First Division 1982/83  | 21     | 0    | Swansea City AFC     |
| Football League Second Division 1983/84 | 3      | 0    | Swansea City AFC     |
| Football League Fourth Division 1983/84 | 23     | 3    | Hartlepool United FC |
| A' katigoría 1984/85                    | -      | -    | Pezoporikos Larnana  |
| CELKEM Football League First Division   | 472    | 106  |                      |